# 日本とフィジーの関係
日本とフィジーの関係（にほんとフィジーのかんけい、英語: Fiji-Japan relations） では、日本とフィジーの関係について概説する。正式名称から日本とフィジー共和国の関係とも。友好的な関係が築かれている。

## 両国の比較
|                   | フィジー                                 | 日本                            | 両国の差                    |
| ----------------- | ---------------------------------------- | ------------------------------- | --------------------------- |
| 人口              | 89万6444人（2020年）                     | 1億2583万人（2020年）           | 日本はフィジーの約140.4倍   |
| 国土面積          | 1万8270km2                               | 37万7972 km2                    | 日本はフィジーの約20.7倍    |
| 首都              | スバ                                     | 東京都                          |                             |
| 最大都市          | ナシヌー                                 | 東京都区部                      |                             |
| 政体              | 共和制                                   | （民主制）議院内閣制            |                             |
| 公用語            | フィジー語、英語、フィジー・ヒンディー語 | 日本語（事実上）                |                             |
| 通貨              | フィジー・ドル                           | 日本円                          |                             |
| 国教              | なし                                     | なし                            |                             |
| 国家元首          | ナインガマ・ラランバラヴ                 | 石破茂                          |                             |
| 人間開発指数      | 0.741                                    | 0.919                           |                             |
| 民主主義指数      | 5.61                                     | 7.99                            |                             |
| GDP（名目）       | 45億3388万米ドル（2020年）               | 4兆9754億1524万米ドル（2020年） | 日本はフィジーの約1,097.4倍 |
| 一人当たり名目GDP | 5,057.6米ドル（2020年）                  | 39,538.9米ドル（2020年）        | 日本はフィジーの約7.8倍     |
| GDP（購買力平価） | 108億2801万米ドル（2020年）              | 5兆5043億3091万米ドル（2019年） | 日本はフィジーの約508.3倍   |
| 一人当たり実質GDP | 12,078.8米ドル（2020年）                 | 43,593.5米ドル（2019年）        | 日本とフィジーの約3.6倍     |
| 経済成長率        | －0.4％（2019年）                        | 0.3%（2019年）                  |                             |
| 軍事費            | 7351万782米ドル（2020年）                | 491億4855万米ドル（2020年）     | 日本はフィジーの約67.3倍    |
| 地図              |                                          |                                 |                             |

## 歴史
直接的な交流は近代に入ってからである。太平洋戦争以前はフィジーへの日本人移民導入の動きがあったが、気候や風土の違いから移住したのはわずかで定着せず、開戦を機に中断された。戦時中には日本軍によって米豪分断のためフィジー・サモア方面へ進行するFS作戦が策定されたが、戦況の悪化により実行に移されず終わっている。
1970年10月、日本は独立と同時にフィジーを承認し国交が樹立された。1979年1月にはスバに在フィジー日本国大使館が開設。一方のフィジー側は1981年1月に東京に在日フィジー大使館を開設した。
2020年には日本・フィジー国交樹立50周年を迎えた。

## 外交

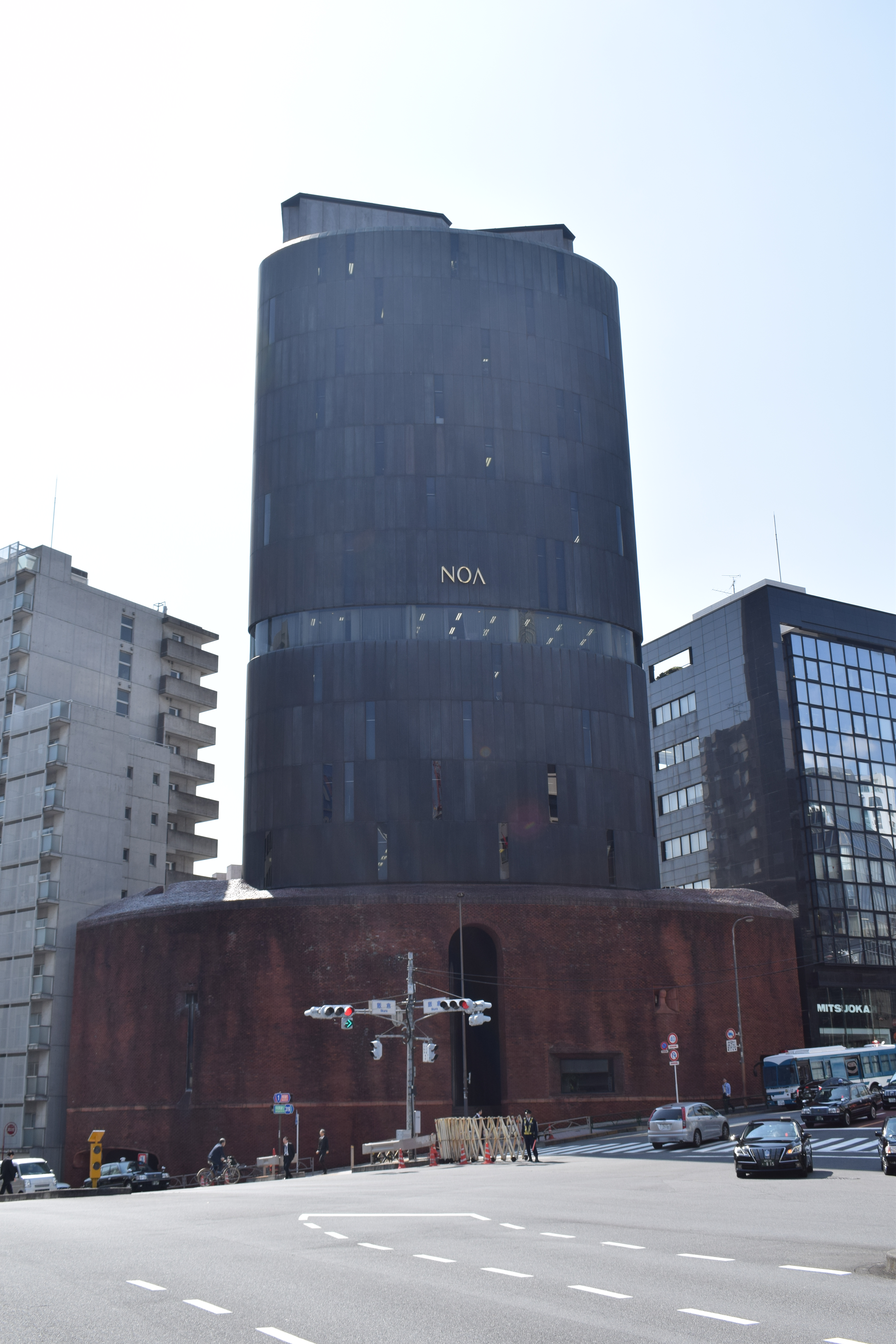
駐日フィジー大使館の入居するノアビル

### 二国間関係
フィジーは2014年まで軍事政権であったが、現在では民主主義が定着しており、また資本主義や自由主義、法の支配や人権の尊重といった概念を日本と一定程度共有する友好国である。接触は近代に入ってからであるものの、日本は東アジア、フィジーはメラネシアに位置しており距離は比較的近く、同じく太平洋に浮かぶ島国であることから政治的に同じ立場に立つことも多い。

### 日本要人のフィジー訪問
近年では以下のようなものがある。
2018年8月には堀井巌外務大臣政務官がオセアニア諸国を歴訪し、その中にはフィジーも含まれていた。
2019年6月には薗浦健太郎内閣総理大臣補佐官がフィジーを訪れ、フランク・バイニマラマ首相やイニア・セルイラトゥ外相と会談した。
2019年8月には河野太郎が外務大臣としては32年ぶりにフィジーを訪問。フランク・バイニマラマ首相に表敬したほか、イニア・セルイラトゥ外相との会談、対太平洋島嶼国政策に関する政策スピーチなどを実施した。
同じ時期には鈴木憲和外務大臣政務官がフィジーを訪問し、日本の経済協力事業の視察等を実施した。
2020年2月には中山展宏外務大臣政務官がフィジーを訪問。フランク・バイニマラマ首相への表敬、イニア・セルイラトゥ外相との会談などを実施し、東京オリンピック・パラリンピックに向けた人的交流の活発化の方針で一致した。

### フィジー要人の訪日
近年の訪日には以下のようなものがある。
2015年3月にはイノケ・クンブアンボラ外相が国連防災世界会議出席のため仙台に滞在し、その間に当時外務大臣だった岸田文雄と外相会談を実施した。
2015年5月にはフランク・バイニマラマ首相が太平洋・島サミット出席のため訪日。安倍晋三との首脳会談を実施した。
2018年5月にも太平洋・島サミット出席のためフランク・バイニマラマ首相が訪日し、再び安倍晋三との首脳会談が実施された。主な議題は「自由で開かれたインド太平洋」戦略であった。

## 経済関係
財務省貿易統計によれば2020年の日本の対フィジー輸出はおよそ44億6700万円、対フィジー輸入はおよそ33億700万円で、南太平洋の島嶼国としては比較的大きな数字である。
日本はオーストラリアに次ぐフィジーの主要援助国と見做されており、2018年までの累計援助実績は500億円を上回る。内訳としては有償資金協力23億円、無償資金協力213.59億円、技術協力297.44億円である。現在までの対フィジーODAのうちおよそ5分の1を日本が占めており、近年の主要な事業は以下の通り。
- 「防災の主流化促進プロジェクト(2020年～2024年)」‐技術協力。フィジーにおいてハザード評価能力の向上、地方防災計画策定・普及体制の整備及び中央政府の防災事業の実施促進体制の整備を行うことにより、国家災害管理局の防災活動の実施促進能力の強化を図り、同局の調整の下、国家防災政策ロードマップに基づいた防災事業の実施に寄与[34]。
- 「ナンディ川洪水対策策定プロジェクト(2014年～2016年)」‐技術協力。ナンディ川流域の包括的な洪水対策マスタープランの策定と優先プロジェクトの選定などを支援し、フィジー第三の都市ナンディの早急な治水安全度の向上を目指す[35]。
- 「太平洋地域ハイブリッド発電システム導入プロジェクト(2017年～2022年)」‐技術協力。フィジーを拠点とし、キリバス、ツバル、ミクロネシア連邦、マーシャル諸島を対象に、ハイブリッド発電システム技術の普及を支援[36]。
- 「ナンディ・ラウトカ地域上水道整備事業(1998年、22.87億円)」‐フィジーの主要都市であるナンディ・ラウトカにおいて、既存の水源を利用した水道施設の改良・拡張を行い、給水状況の改善を支援。現在までで唯一のフィジーに対する円借款事業である[37]。
- 「中波ラジオ放送復旧計画(2015年、8.65億円)」‐無償資金協力。フィジー放送会社に対し、中波アンテナシステム、中波送信機、送信機建屋などの整備を支援[38]。
- 「広域防災システム整備計画(2012年、3億円)」‐無償資金協力。自動気象観測装置や雷検知システム、潮位計測システムといった観測機器の整備を支援[39]。

## 文化交流
フィジーの在留邦人数は2020年時点で276人。一方で在日フィジー人は270名程度となっている。
フィジーはラグビーの強豪国として知られる。一方日本では2019年にラグビーワールドカップが開催されるなど近年ラグビーへの注目が高まりつつあり、東京オリンピック・パラリンピックでは日本の初戦としてフィジーと対決している。

## 外交使節

### 駐日フィジー大使
- イノケ・クンブアンボラ（英語版） - 2006年に信任状捧呈[41]。のちのフィジー外相。
- イシケリ・ウルイナイライ・マタイトガ - 2010年に信任状捧呈[42]。10年以上に亘って駐日フィジー大使を務めており、2020年には中山展宏外務大臣政務官とコロナ禍などについて懇談を行った[43]。
- フィリモネ・ワガバザ - 2023年に信任状捧呈[44]。
- （臨時代理大使）カラライニ・ベロ・サニア（2025年）
- （臨時代理大使）ケレラ・ラカヴォサ・サヴ（2025年～）

### 駐日フィジー大使館
- 住所：東京都港区麻布台2-3-5 ノアビル14F
- アクセス：東京メトロ日比谷線神谷町駅より徒歩6分
- 備考：在フィリピンフィジー大使館、在ロシアフィジー大使館を兼轄

### 在フィジー日本大使館
- 住所：	スバ市トムソン通りBSPライフセンター2階
- 備考：在ツバル日本国大使館、在ナウル日本国大使館を兼轄

## 関連文献
- 吉岡政徳 、石森大知『南太平洋を知るための58章 : メラネシア ポリネシア』明石書店〈エリア・スタディーズ〉。ISBN 9784750332758。